# Parochiekerk van de binnenstad
De Parochiekerk van de Binnenstad (Hongaars:Belvárosi plébániatemplom) is een kerkgebouw in de Hongaarse hoofdstad Boedapest en is gelegen in het stadsdeel Pest.
Het kerkgebouw stamt van origine uit de 11e eeuw (1046) en staat boven het graf van Sint-Gellért. Het kerkgebouw is het oudste kerkgebouw van Pest.
De kerk was van origine romaans. Een klein deel bij de zuidtoren is er nog van te zien (een deel van de muren). In de 14e eeuw werd de kerk verbouwd in gotische stijl en werd gewijd als kathedraal van het toen gestichte bisdom Pest. Tijdens de verovering door de Turken werd de kerk veranderd in een moskee; hier herinnert het gebedsnisje naast het altaar nog aan (het is een richtingaanwijzer naar Mekka). Na de herovering van Pest door de Oostenrijkers werd de moskee weer een kerk. 
Na een grote brand in 1723 werden het schip en de voorgevel van de kerk tussen 1725 en 1739 herbouwd in barokke stijl, onder leiding van architect Gyõrgy Paur. Voor de rest ziet het gebouw er nog middeleeuws uit. Het kerkinterieur bevat ook neoclassicistische elementen, deze zijn aangebracht door János Hild. Verder bevinden zich in de kerk 20e-eeuwse werken, zoals het altaar uit 1948 (werd vervangen wegens schade). Dit altaar is beschilderd door de kunstenaars Károly Antal en Pál Molnár